# Super Bock Arena
Super Bock Arena - Pavilhão Rosa Mota — anteriormente Pavilhão dos Desportos (1951-1991) e Pavilhão Rosa Mota (1991-2019), por vezes referido coloquialmente como Palácio de Cristal — é um espaço destinado à realização de eventos culturais, desportivos e empresariais, localizado nos Jardins do Palácio de Cristal, freguesia de Massarelos, na cidade do Porto, Portugal.
Trata-se de um edifício em formato de calote semiesférica, projetado pelo arquiteto José Carlos Loureiro, erguido no local anteriormente ocupado pelo Palácio de Cristal.
Atualmente tem capacidade para 5 500 mil lugares sentados, com bancadas retráteis, o pavilhão consegue, contudo, aumentar a sua capacidade para 8 000 pessoas.

## História
No local do atual Super Bock Arena - Pavilhão Rosa Mota, existiu o Palácio de Cristal, inaugurado em 1865 e construído tendo o Crystal Palace londrino por inspiração. Foi demolido em 1951 para, no seu lugar, ser construído o novo recinto, projetado pelo arquiteto José Carlos Loureiro. 
Em 1952, ainda com a abóbada incompleta, foi realizado no então Pavilhão dos Desportos, o Mundial de Hóquei em Patins, no qual Portugal se sagraria vencedor.
Ao longo dos anos, o Pavilhão dos Desportos foi acolhendo, não apenas jogos de hóquei em patins, mas também de badmínton, basquetebol, andebol, voleibol, boxe, judo, ginástica, patinagem, esgrima, futebol de salão, halterofilia, ténis, ténis de mesa, escalada, etc. Aqui se têm realizado também diversas actividades recreativas e culturais, nomeadamente, espetáculos musicais, teatro, circo, congressos e exposições, etc.
Tal como tinha acontecido com o seu antecessor, o Palácio de Cristal, também o Pavilhão dos Desportos albergou numerosas feiras da Associação Industrial Portuense.
A nave tem 30 metros de altura e as suas bancadas tinham capacidade para 4568 espectadores, mais 400 lugares para jornalistas.
Em 1991, passou a chamar-se o "Pavilhão Rosa Mota" em homenagem a uma das mais ilustres atletas portuguesas, a qual é natural do Porto.

## Em 2008
Em 2008, nos vários eventos realizados, passaram quase 67 mil pessoas no pavilhão. A este número, acrescem os visitantes da Feira do Livro, cujos dados oficiais são desconhecidos. 
A exposição sobre Leonardo da Vinci levou 23 500 pessoas ao Rosa Mota. 
A Feira da Maratona do Porto, levou 13 mil pessoas a este espaço.

## Reabilitação
Projeto de 1992
Em 1992 foram feitos, pela primeira vez para um prédio nacional, testes acústicos em maqueta física (pelo Eng.º A. P. Oliveira de Carvalho, Professor da FEUP e director do seu laboratório de acústica), um amplo projecto acústico foi elaborado (pelo INSTITUTO DA CONSTRUÇÃO - FEUP) e colocado a concurso pela C. M. do Porto. Contudo, a CMP decidiu não avançar senão com o revestimento da cúpula com o material de revestimento projectado. Isto fez reduzir de forma dramática os valores do tempo de reverberação do local e colocou-o já em níveis minimamente aceitáveis para muitos tipos de actividades nesse espaço.
O abandono do projecto acústico então feito foi devido à CMP ter então decido comprar o Teatro Rivoli e nele investir em amplas obras de reabilitação.

### Projeto de 2007
Em Junho de 2007, foi anunciado um plano para transformar o Pavilhão num moderno espaço multiusos da autoria do arquitecto, autor do Pavilhão em 1951, Carlos Loureiro.
Seria uma estrutura com as mesmas valências do Pavilhão Atlântico, em Lisboa, embora com apenas 60% dos lugares sentados e 40% com plateias. Tendo em conta esse objectivo, o estudo da requalificação foi promovido pela Parque Expo.
O início das obras estava previsto para o final de 2010. A requalificação, orçada em 18,5 milhões de euros, deveria estar concluída no último trimestre de 2011.
As alterações que seriam implementadas no edifício (sem modificar a sua traça original, uma vez que este está classificado) iriam permitir que, para além das actividades desportivas, exposições e grandes concertos, festas, circo e pista de gelo, se realizassem também congressos de plenário até 6 000 pessoas e seminários ou reuniões de menor dimensão, com salas de capacidade entre os 322 e os 1180 lugares.
A 23 de Junho de 2009, foi aprovada na Câmara Municipal do Porto a requalificação do Pavilhão Rosa Mota, com os votos favoráveis do PSD, do PP e do PS, para posterior entrega a entidades privadas. O modelo do negócio foi contestado por alguns partidos da oposição. José Castro, deputado municipal do Bloco de Esquerda assinalou que "o Consórcio (AEP, Pavilhão Atlântico, AAColiseu, e Parque Expo) só entra com três milhões de euros, mas tem garantidos 80% do capital social da sociedade gestora a formar. E o Município do Porto fica com 20% do capital, mas tem de entrar com 15 milhões de euros". O projecto de criação de um novo edifício de congressos na zona onde se situava o lago foi igualmente alvo de contestação, com a Associação Campo Aberto e o Movimento em Defesa dos Jardins do Palácio a contestarem o abate de árvores.
Em Dezembro de 2011, foi anunciado que os custos da requalificação do pavilhão passaram de 19 milhões de euros, em 2009, para 25,57 milhões.
Nessa data, o início da requalificação do espaço estava prevista para o segundo trimestre de 2012, e a conclusão da obra para o final de 2013.
A conclusão das obras inicialmente tinha estado prevista para o fim de 2011, mas a reformulação do projecto, retirando de junto do lago um dos edifícios do centro de congressos, atrasou o processo.
A requalificação do Pavilhão Rosa Mota resultava de uma parceria público-privada entre a Câmara do Porto, a Associação Empresarial de Portugal (AEP), a Parque Expo, o Pavilhão Atlântico e o Coliseu do Porto.
Em Junho de 2013, a Câmara do Porto abandonou, formalmente, o modelo de reabilitação previsto e aprovado para a requalificação do Pavilhão Rosa Mota. Numa proposta aprovada pelo executivo municipal, o vice-presidente da autarquia e presidente da empresa municipal Porto Lazer, Vladimiro Feliz, sustenta que “é chegada a hora de serem concretizados novos e alternativos caminhos de funcionamento/exploração/gestão" daquele espaço.
O custo seria de 19 milhões de euros porque previa a construção de um centro de congressos fora do edifício Rosa Mota, nos Jardins do Palácio de Cristal. A autarquia gastou um milhão de euros no projecto, que acabou por não avançar.

### Projeto de 2014
Em Setembro de 2014 o presidente da Câmara do Porto Rui Moreira, anunciou a abertura de um concurso público internacional para reabilitar e explorar o Pavilhão Rosa Mota, sem intervir nos jardins e deixando ao município a hipótese de integrar 25% do consórcio vencedor, prevendo uma concessão de 20 anos e três anos de recuperação.
Em 13 de Março de 2015, a MEO Arena formalizou a vontade de concorrer à reabilitação e exploração do Pavilhão numa parceria com a Associação Comercial do Porto que podia ainda envolver outros parceiros locais.
Em 8 de Novembro de 2016, a Câmara do Porto aprovou, com o voto contra da CDU, entregar a reabilitação e gestão do Pavilhão Rosa Mota ao consórcio "Porto 100% Porto", que numa primeira fase tinha sido excluído do concurso mas contestou judicialmente a decisão.
Em julho de 2017 foi anunciado que a recuperação do Pavilhão começava em outubro e devia ficar pronta em 2019.
Trata-se de um investimento privado de oito milhões de euros para fazer do 'Rosa Mota' um espaço "com vida todos os dias", que se espera concluído em maio de 2019 do consórcio "PORTO CEM PORCENTO PORTO", composto pela construtora Lucios, a Pev Entertainment (40%) e a Oliveira Santos Consultores (10%).
Depois das obras, o 'Rosa Mota' ficou dotado com as "mais modernas e recentes tecnologias", com bancadas retráteis e versatilidade para acolher feiras, espetáculos para 8.660 pessoas, eventos desportivos para 5.580 pessoas e um centro de congressos para 4.727 pessoas com salas de apoio que totalizam mais 1.400 lugares, revelou Filipe Azevedo, da Lucios.
A obra renovou todo o interior do pavilhão, mantendo intacta a estrutura de betão, nomeadamente as janelas emblemáticas que caracterizam a cúpula do edifício.
No interior, cada uma das janelas foi dotada de um mecanismo que, quando necessário, impede a entrada de luz, já que esse é um imperativo para a realização de determinados eventos.
Quanto à polivalência que se pretende dar ao espaço, o pavilhão pode receber eventos de andebol para uma assistência de 4.908 pessoas, de ténis, com 5.244 lugares, de basquetebol, voleibol ou hóquei.
O 'Rosa Mota' é "um equipamento único no país para fazer congressos de grandes dimensões", estando projetada uma sala principal com lotação máxima para 4.727 pessoas e, no piso zero, "cerca de três salas de apoio", cada uma com capacidades entre os 400 e os 500 lugares.
Relativamente aos espetáculos, o recinto tem a capacidade de acolher 8.660, 7.323 e 5.772 pessoas, dependendo do posicionamento do palco.
Em Novembro de 2018, foi anunciado que a Câmara do Porto quer acrescentar ao nome do Pavilhão Rosa Mota a designação "Super Bock Arena" durante os 20 anos da concessão do equipamento a privados.

### Inauguração em 2019
O projeto de reconversão foi inaugurado em 28 de outubro de 2019. Os primeiros eventos do novo pavilhão foram dois concerto da banda Ornatos Violeta. 
O pavilhão permite agora a experiência de observar em 360 graus a cidade do Porto, com a introdução de visitas ao topo da cúpula do edifício.
A nova estrutura rebatizada como Arena Super Bock: Pavilhão Rosa Mota viu ainda reforçada a capacidade do Centro de Congressos a instalar no piso -1, cujo auditório do anfiteatro passa a poder acolher 500 pessoas, em vez das 300 inicialmente previstas, o que obrigou a uma reconfiguração do espaço.
A construção do Centro de Congressos com capacidade para 500 pessoas obrigou a seis meses de escavações adicionais, bem como a retirada de 12 pilares que suportavam todo o pavilhão e ao reforço da estrutura do edifício.
Para o edifício ter boa acústica, além do revestimento de toda a estrutura da cúpula do edifício e da substituição dos todos os vidros de cada um dos 768 óculos, foi colocada uma tela que permite controlar a entrada de luz, tela esta que deve estar fechada em mais de 90% dos eventos.
Com capacidade para 5.500 lugares sentados, com bancadas retráteis, o pavilhão consegue, contudo, aumentar a sua capacidade para mais de 8.000 pessoas.